# Монастырское (Херсонская область)
Монастырское (укр. Монастирське, до 2016 г. — Ударник) — посёлок в Новорайской сельской общине Бериславского района Херсонской области Украины.
Почтовый индекс — 74370. Телефонный код — 5546. Код КОАТУУ — 6520688203.

## Население
Население по переписи 2001 года составляло 425 человек.

### Языковой состав
Родной язык населения по данным переписи 2001 года:
| Язык       | Численность, чел. | Доля     |
| ---------- | ----------------- | -------- |
| Украинский | 394               | 92,71 %  |
| Русский    | 27                | 6,35 %   |
| Другое     | 4                 | 0,94 %   |
| Итого      | 425               | 100,00 % |

## Местный совет
74370, Херсонская обл., Бериславский р-н, пос. Червоный Маяк, ул. Центральная, 5